# 項人龍
項人龍（？—1636年），字麟長，南直隶徽州府歙县小溪人。

## 生平
崇祯三年（1630年）庚午科应天府乡试举人，四年（1631年）联捷辛未科進士，刑部观政，授官金华县知县，六年任浙江乡试同考官。崇祯九年卒于官。

## 家族
父项辅元，以子人龙封金华知县。
妻程氏，小溪人，年二十九而夫故，抚孤守节四十载。